# Personaggi di Die Hard
Questa è una lista di personaggi che appaiono nella serie di film Die Hard. 

## Protagonisti

### John McClane
L'eroe riluttante e protagonista della serie. John McClane è un poliziotto di New York che si ritrova a combattere terroristi e salvare i suoi cari. In Trappola di cristallo, viene invitato alla festa di Natale di sua moglie al Nakatomi Plaza di Los Angeles quando l'edificio in cui si trova è sotto l'attacco di terroristi guidati da Hans Gruber. McClane deve fermare il suo piano malvagio prima che sia troppo tardi. McClane sconfigge i terroristi e ostacola il piano di Gruber, mandandolo a cadere dall'edificio. John e Holly si riconciliano e tornano insieme. 
In 58 minuti per morire - Die Harder, McClane ha ora un nuovo problema e deve combattere i mercenari delle forze anti-speciali guidati dal colonnello Stuart, che prende il controllo dell'aeroporto di Dulles e lascia diversi aerei (compresa la moglie Holly) che girano nell'aria a corto di carburante, e allo tempo stesso affrontare McClane. Ancora una volta, il giorno viene salvato quando McClane fa fuori Stuart e i suoi uomini facendo esplodere il suo aereo con il suo accendino zippo. 
È interpretato da Bruce Willis.

### Holly Gennero McClane
L'ex moglie di McClane, la cui relazione con John è diventata più tesa da ogni film fino a Die Hard - Vivere o morire, quando è stato confermato che lei e McClane avevano ottenuto un divorzio tra il terzo e il quarto film. Holly lavora per la Nakatomi Corporation, una carriera che John pensava che avrebbe fallito, ma si era dimostrato sbagliato. Holly era tra gli ostaggi durante l'acquisizione di Nakatomi Plaza ed era su uno degli aerei quando i mercenari presero il controllo dell'aeroporto internazionale di Dulles. È interpretata da Bonnie Bedelia. 

### Lucy McClane
Lucy è la figlia di John McClane e Holly Gennero e la sorella di John "Jack" McClane Jr. È stata allontanata da suo padre, ma durante i suoi anni universitari alla Rutgers University, è stata rapita dal cyber-terrorista Thomas Gabriel. Dopo che suo padre ha salvato lei e Matt Farrell, sembra che parlino e che abbia cambiato il suo cognome da Gennero a McClane. Diversi anni dopo, Lucy guidò suo padre all'aeroporto mentre andava in Russia per indagare sull'arresto di suo fratello Jack. È stata vista quando John torna con Jack e si riunisce con loro dopo la loro avventura a Mosca e Chernobyl, in Ucraina. È interpretata da Mary Elizabeth Winstead. 

### John "Jack" McClane Jr.
John "Jack" Jr. è il figlio di John McClane e Holly Gennero e il fratello di Lucy McClane. Svolge un ruolo principale in Die Hard - Un buon giorno per morire. Quando Jack viene arrestato per un omicidio in un nightclub di Mosca, McClane che non ha parlato con suo figlio per diversi anni si dirige laggiù per scoprire cosa gli è successo. Successivamente viene rivelato che Jack è un agente operativo della CIA in una missione di copertura profonda in Russia che dura da tre anni senza che suo padre ne sia a conoscenza. È interpretato da Jai Courtney.

### Zeus Carver
Carver è un proprietario di un negozio di Harlem che salva McClane da una folla di membri della gang arrabbiata dal segno razzista che quest'ultimo è stato costretto a indossare da Simon. Come punizione per interferire, Carver è costretto da Simon ad aiutare McClane attraverso varie attività pericolose in tutta New York. Sebbene nutra un profondo risentimento per i poliziotti bianchi, Carver alla fine rispetta McClane mentre i due collaborano efficacemente per completare ogni compito. Alla fine, dopo che McClane uccide Simon, Carver incoraggia McClane a sistemare le cose con la sua strana moglie, Holly. È interpretato da Samuel L. Jackson e appare in Die Hard - Duri a morire.

## Antagonisti

### Hans Gruber
Hans Gruber è il principale antagonista di Trappola di cristallo. È un freddo e imprevedibile ex-Volksfrei radicale che guida una banda di ladri che subentra al Nakatomi Plaza, imprigionando ostaggi come parte di un piano per rubare i titoli al portatore dal caveau dell'edificio. Il suo piano ha subito una battuta d'arresto quando John McClane uccide tre dei suoi uomini e ruba la sua borsa di esplosivi C-4. Gruber invia quindi Karl, il suo braccio destro, Fritz e Franco, per recuperarli, mentre si occupa della polizia e degli ostaggi. Gruber incontra McClane stesso travestito da "Bill Clay", ma viene presto scoperto. Segue una sparatoria con McClane e, nonostante abbia perso Fritz e Franco, riesce a recuperare i detonatori e fuggire. In seguito scopre che uno degli ostaggi, Holly Gennero, è imparentato con John McClane e la tiene per sé mentre ruba i titoli al portatore. John McClane affronta Hans Gruber e il suo scagnozzo sopravvissuto Eddie alla fine, e anche se Gruber sembra avere il sopravvento, viene colpito alla spalla e cade da una finestra, ancora aggrappato a Holly. McClane salva sua moglie e Gruber cade alla sua morte. 
È interpretato da Alan Rickman.

### Karl
Karl era il braccio destro di Hans Gruber nel gruppo e il fratello di Tony che guida la caccia a John McClane nel Nakatomi Plaza. John sembra uccidere Karl appendendolo a delle catene. Karl sopravvive e ancora una volta tenta di uccidere John, ma viene ucciso da Al Powell. È stato interpretato da Alexander Godunov. 

### Theo
Theo è un hacker di computer che lavora per Hans Gruber che appare in Trappola di cristallo, e l'unico del gruppo ad essere americano insieme ad Eddie. Theo è arrogante, facendo battute spesso scoppiettanti, anche quando altri vengono uccisi. Theo tenta di scappare dopo aver armato la C4, solo per essere messo fuori combattimento da Argyle. 
È interpretato da Clarence Gilyard Jr.

### Eddie
Eddie è uno dei terroristi che lavorano per Hans Gruber e uno degli unici americani nel gruppo, che appare in Trappola di cristallo. Durante l'ispezione del Sergente Al Powell sulla Nakatomi Plaza, Eddie si traveste da guardia e convince Powell che tutto vada bene. Eddie finisce per essere uno degli unici terroristi rimasti quando Gruber tiene Holly in ostaggio, ma viene colpito alla testa da John. È interpretato da Dennis Hayden. 

### La squadra di terroristi di Gruber
Gruber aveva altri 9 terroristi che lo aiutavano a tenere il Nakatomi Plaza alla vigilia di Natale . 
Tony è il fratello di Karl, che disabilita le linee telefoniche. Tony è il primo dei terroristi ad essere ucciso da McClane, che involontariamente si rompe il collo in un combattimento. È interpretato da Andreas Wisniewski . 
Franco è incaricato di sorvegliare gli ostaggi. Franco viene ucciso a morte da McClane, che poi getta il suo corpo attraverso una finestra. È interpretato da Bruno Doyon. 
Uli è l'unico terrorista asiatico della squadra. Uli è in particolare visto mangiare una barretta durante la sparatoria con la squadra SWAT. 
Uli viene ucciso da McClane mentre Uli costringe gli ostaggi sul tetto. 
Fritz è un terrorista. Viene ucciso da McClane, che gli spara con una mitragliatrice. 
Kristoff è l'assistente di Theo. Kristoff è colpito col calcio della pistola da McClane, e non è chiaro se sia sopravvissuto. 
James è uno dei terroristi che lancia il lanciamissili. James viene ucciso quando McClane lascia cadere il C4 in un pozzo dell'ascensore che conduce al piano in cui James è acceso. 
Alexander è uno dei terroristi che sparano il lanciamissili. Alexander viene ucciso esplodendo il C4. 
Marco è un terrorista fuori di testa. Marco viene ucciso da McClane, che lancia il corpo di Marco fuori da una finestra e sulla macchina di Powell. 

### William Stuart
Il colonnello William Stuart è il principale antagonista di 58 minuti per morire - Die Harder. È un ex comandante delle forze speciali che guida una truppa di soldati che acquisiscono l'aeroporto di Dulles e usa attrezzature di fortuna da una chiesa per controllare tutti i voli dal centro di comando principale e liberare il dittatore generale Ramon Esperanza dalla Val Verde . Prima incontra per caso McClane quando i due si incontrano per sbaglio. Stuart prende il controllo totale dell'aeroporto quando i suoi uomini distruggono il principale schieramento di antenne e scopre che John McClane sta sventando la sua missione. Per rappresaglia per i soldati che ha perso, Stuart provoca un incidente aereo e avverte la torre di controllo e McClane di stare lontano dai suoi affari. In seguito riceve il contatto dal Generale Esperanza che sta facendo atterrare l'aereo e accendere le luci della pista in modo che possa atterrare in sicurezza. Stuart e i suoi uomini arrivano per vederlo, solo per essere teso un'imboscata da McClane. Fortunatamente, un soldato intrappola McClane nella cabina e Stuart ordina ai suoi uomini di lanciare granate nella cabina di pilotaggio. Esplode ma McClane riuscì a malapena a fuggire dall'aereo, e Stuart fu costretto a fuggire mentre le auto della polizia si stavano avvicinando. Tornato in chiesa, Stuart preparò una "sparatoria" con il maggiore Grant e fuggì via in motoslitta. Ora avendo Esperanza e Grant al suo fianco, lasciano gli Stati Uniti per un'isola su un jet, ma sono perseguiti da McClane. Ha la possibilità di combattere McClane sull'ala dell'aereo e vince sbattendolo fuori dalla porta. Sfortunatamente per il colonnello Stuart, non vide McClane tirare il chiavistello e far fuoriuscire del carburante, e Stuart viene ucciso mentre l'aereo esplode. 
È interpretato da William Sadler. 

### Ramon Esperanza
È interpretato da Franco Nero. 

### Maggiore Grant
Maggiore Grant è un comandante delle forze speciali dell'esercito corrotto che appare in 58 minuti per morire - Die Harder. 
È interpretato da John Amos. 

### Simon Gruber
Simon Peter Gruber (alias Peter Krieg) è il principale antagonista di Die Hard - Duri a morire. È il fratello maggiore di Hans Gruber, che a prima vista sembra vendicare la morte di suo fratello dal primo film. Un enigma, Simon fa interpretare a John McClane una versione contorta di Simon Says. Dopo che una bomba ha distrutto un grande magazzino a Manhattan, Simon chiama il quartier generale del NYPD, assumendosi la responsabilità della bomba. Quindi ordina alla polizia di inviare John McClane ad Harlem con un cartello razzista che recita "I Hate Niggers". Simon ordina quindi a John e al suo nuovo spacciatore commerciale Zeus Carver di raggiungere una cabina telefonica vicina, altrimenti esploderà in un altro edificio del centro. Dà loro un indovinello per risolvere e rispondere sotto forma di un numero di telefono. Quando falliscono, li ingannano dicendo che un bidone della spazzatura ora sta per esplodere, solo per rivelare che non ha detto "Simon Says". Quindi ordina a entrambi gli uomini di raggiungere la stazione di Wall Street entro 30 minuti prima che una bomba esploda nella metropolitana. Poiché entrambi gli uomini non sono riusciti ad arrivare alla stazione della metropolitana insieme, la bomba esplode quasi vicino alla stazione. Lo fa ancora, ma nessuno viene ucciso. La seconda esplosione faceva parte di un progetto di Simon per creare un percorso per entrare nella Federal Reserve Bank di New York e rubare lingotti d'oro del valore di milioni a miliardi di dollari. Simon invia quindi un avvertimento alla polizia se si preoccupano di contattare se stessi per radio, provocando un'esplosione in una delle tante scuole nel centro di Manhattan. Mentre la polizia viene adescata nelle scuole, Simon d'altra parte passa per un breve periodo in incognito per entrare attraverso l'ingresso principale della banca. I suoi scagnozzi attraversano il retro e rubano milioni di lingotti d'oro che caricano su molti autocarri con cassone ribaltabile. L'oro viene successivamente esportato in Quebec, Canada, prima che Simon imprigionasse John McClane e Zeus Carver nella sua chiatta, dove rivela che attirare la polizia era parte del suo piano per rubare l'oro e la vera bomba era all'interno della nave per tutto il tempo. Quando Simon fugge in Quebec, i suoi uomini festeggiano con la birra e Simon dedica il suo successo facendo sesso con la sua complice femminile Katya. Ma il suo piano è sventato quando McClane e la Royal Canadian Mounted Police fanno irruzione nel magazzino e recuperano l'oro rubato. Quando Simon tenta la sua fuga in elicottero, viene ucciso quando McClane spara un cavo elettrico che prende fuoco sui rotori dell'elicottero ed esplode. 
È interpretato da Jeremy Irons. 

### Mathias Targo
È interpretato da Nick Wyman.

### Katya
È interpretata da Sam Phillips.

### Thomas Gabriel
Thomas Gabriel è un ex agente di DOD (Dipartimento della Difesa) folle diventato traditore e cyber terrorista, e il principale antagonista di Die Hard - Vivere o morire. Gabriel è un hacker che ha tentato di mostrare al DOD come le caratteristiche di sicurezza degli Stati Uniti potrebbero essere oggetto di una vendita di incendi . Nessuno gli credette e fu sollevato dai suoi doveri, che lo trasformarono contro il suo paese. Ha assunto diversi hacker criminali in tutta la nazione per assisterlo nel suo piano per chiudere tutti i sistemi informatici negli Stati Uniti. Mentre lavorava con il suo compito, i suoi scagnozzi piantavano bombe in diverse case con connettività internet e uccidevano ogni singolo tranne un giovane di nome Matthew Farrell. John McClane, ora un uomo più anziano di quando era stato coinvolto in una missione mortale, lo salvò all'ultimo minuto; era vicino all'esecuzione dalla bomba di Gabriel. Ora, con una vittima a piede libero, Gabriel ordina ai suoi scagnozzi di rintracciarlo e trovarlo in modo che possa continuare la sua operazione con la sua vendita di fuoco, una catena di eventi che coinvolgono il controllo totale dei sistemi di sicurezza delle nazioni e dell'energia elettrica. Con l'aiuto di Farrell, McClane lavora per fermare Gabriel's Fire Sale, portando Gabriel a rapire la figlia di McClane, Lucy. Durante uno scontro finale, Gabriel tiene McClane sotto la minaccia di una pistola e lo schernisce mentre affonda la sua pistola in una ferita da proiettile nella spalla di McClane. In risposta, McClane afferra la pistola di Gabriel e la spara attraverso se stessa e contro Gabriel che è dietro di lui, uccidendo Gabriel. 
È interpretato da Timothy Olyphant. 

### Mai Linh
È interpretata da Maggie Q.

### Yuri Komarov
Yuri Komarov è un ex miliardario russo e prigioniero politico , e il principale antagonista di Die Hard - Un buon giorno per morire, anche se questo non è rivelato fino a tardi nella storia. Intelligente stratega, finge di essere debole e debole in presenza dei suoi avversari. Inizialmente è detenuto senza processo per aver rifiutato di consegnare un file segreto contenente prove incriminanti contro l'ex socio e politico corrotto Viktor Chagarin. Jack McClane, in arresto per un tentativo di omicidio, accetta di testimoniare contro Komarov in tribunale, in cambio di una sentenza più breve. Il giorno del processo, il tribunale è bombardato dagli scagnozzi di Chagarain, guidati da Alik; nella confusione, Jack fugge con Komarov. John McClane, essendo venuto a Mosca per aiutare suo figlio, li insegue, ed entrambi sono perseguitati da Alik e dai suoi uomini. Perdono i loro inseguitori e vanno in una casa sicura, dove i membri della CIA di Jack chiedono la posizione del file da Komarov per abbattere Chagarin. Komarov accetta di aiutare a condizione che lui e sua figlia ricevano protezione e passaggio sicuro dalla Russia. La casa sicura viene fatta irruzione dagli uomini di Chagarin, ma Komarov fugge con i McClanes; li conduce in un hotel per ritirare una chiave del caveau contenente il file. Sua figlia Irina è lì per incontrarlo, come concordato, ma si rivela che lavora per Chagarin per soldi. Lei e Alik prendono suo padre prigioniero, viaggiando a Chernobyl , dove il file è nascosto. Entrano nel caveau presumibilmente contenente il file, ma Komarov improvvisamente spara ad Alik, prima di chiamare Chagarin e rivelando che lui e Irina hanno pianificato tutto per tradirlo. Komarov ha quindi uno dei suoi uomini strangolare Chagarin. I McClanes entrano nel caveau e Komarov dice loro che non c'è mai stato un file; il caveau è invece pieno di vaste scorte di uranio per uso militare , del valore di miliardi. Irina viene in aiuto di suo padre e ne segue uno scontro a fuoco; John insegue Irina, che fugge in elicottero, mentre Jack insegue Komarov. I due si affrontano sul tetto, e Komarov schernisce Jack, dicendo che suo padre sarà presto morto; infuriato, Jack getta Komarov dal tetto sul sentiero delle pale rotanti dell'elicottero. 
È interpretato da Sebastian Koch.

### Irina Komarov
È interpretata da Yuliya Snigir.

## Alleati

### Al Powell
Al è un sergente della polizia di Los Angeles che ha condiviso un'amicizia con John McClane dopo aver collaborato con l'acquisizione di Nakatomi Building a Los Angeles. Durante il primo film, Al viene inviato per controllare la chiamata di emergenza di McClane e viene quasi ucciso dai terroristi dopo che McClane lascia cadere il corpo di Marco sulla sua macchina della polizia. In seguito, Al comunica con McClane via radio, tenendo alto il morale e tenendolo informato della situazione esterna. Alla fine del film, McClane e Al si incontrano faccia a faccia e Al uccide l'ultimo terrorista, Karl, che ha avuto un rancore personale contro McClane. Nel secondo film, McClane chiama Al per eseguire le impronte digitali di un uomo che ha ucciso. Al identifica l'uomo come un soldato delle forze speciali che è stato presumibilmente ucciso due anni prima in Honduras. Lo snack preferito di Al è un Twinkie . È interpretato da Reginald VelJohnson e appare sia in Trappola di cristallo che in 58 minuti per morire - Die Harder. 

### Marvin
Marvin è un bidello dell'aeroporto che aiuta McClane nella sua missione di salvare gli aerei dal carburante basso. Quando incontra McClane, lo trova inizialmente sospettoso e pensa di rubare il suo disco. È interpretato da Tom Bower e appare in 58 minuti per morire - Die Harder. 

### Leslie Barnes
Barnes è un ingegnere capo presso l'aeroporto di Dulles e specialista delle comunicazioni. È interpretato da Art Evans e appare in 58 minuti per morire - Die Harder. 

### Caporale Telford
Il caporale Telford è un nuovo trasferimento all'unità del maggiore Grant, in sostituzione di un soldato malato, che appare in 58 minuti per morire - Die Harder. Dopo la battaglia con gli uomini del colonnello Stuart alla chiesa, Telford viene ucciso da Grant, che stava lavorando con Stuart. È interpretato da Patrick O'Neal . 

### Matt Farrell
Farrell è un hacker di computer interpretato da Justin Long che inavvertitamente aiuta Thomas Gabriel nella sua vendita di fuoco. Dopo essere stato mandato a portare Farrell per essere interrogato dall'FBI , John McClane salva la vita e fa squadra con Farrell per fermare Gabriel. Durante lo scontro finale, Farrell è costretto a decifrare i dati rubati di Gabriel che aveva precedentemente criptato per ostacolarlo con la vita di McClane e sua figlia Lucy sulla linea. Dopo che McClane uccide Gabriel, Farrell riesce a raggiungere la pistola di McClane in tempo per uccidere l'ultimo scagnozzo di Gabriel, salvando la vita di McClane. In seguito si mostra interessato a Lucy, la qual cosa dà fastidio a McClane. Appare in Die Hard - Vivere o morire. 

### Warlock
Warlock, vero nome Freddy Kaludis, è un hacker e un vecchio amico di Matt Farrell del campo spaziale. Quando Thomas Gabriel spegne la nazione, Warlock è ancora in linea a causa dei suoi generatori e Farrell e John McClane arruolano il suo aiuto nel trovare Gabriel. Sebbene riluttante, Warlock aiuta i due a rintracciare Gabriel che li contatta tramite l'equipaggiamento di Warlock e minaccia la vita di Lucy McClane. Successivamente McClane usa la radio CB nel camion dirottato dai terroristi per contattare Warlock e chiedergli di collegare McClane al vicedirettore Bowman dell'FBI. Mentre Warlock inizialmente si rifiuta di contattare il capo della divisione informatica dell'FBI, è d'accordo dopo essere stato informato che Lucy è stata rapita da Gabriel e collega McClane e Bowman. È interpretato dall'attore / comico Kevin Smith e appare in Die Hard - Vivere o morire. 

### Miguel Bowman
Bowman è un vicedirettore dell'FBI ed è responsabile della divisione informatica e quindi dell'infrastruttura del paese. Quando Thomas Gabriel inizia la sua vendita di fuoco, Bowman ordina a tutti gli hacker noti portati a interrogare prima che un finto allarme antrace costringa Bowman ei suoi uomini a evacuare. Mentre si occupa della situazione, Bowman viene avvicinato da John McClane e Matt Farrell, uno degli hacker che Bowman gli aveva ordinato e che era stato bersaglio di un tentativo di assassinio da parte degli uomini di Gabriel. Mentre respinge la teoria di Farrell sulla vendita di un incendio, Bowman lo manda al Dipartimento della Sicurezza Nazionale per dirgli quello che sa. Più tardi McClane notifica a Bowman il fallimento del loro tentativo di raggiungere la Sicurezza Nazionale e i due uomini guardano Gabriel iniziare a terrorizzare il paese prima di essere interrotto. Bowman in seguito identifica Gabriel per McClane dopo che gli ha mandato una foto e spiega la storia di Gabriel prima di perdere i contatti. Quando Farrell scatena un allarme al Woodlawn Building, Bowman guida personalmente una squadra d'assalto per fermare i terroristi prima che McClane lo contatti ancora una volta con l'aiuto dell'hacker Warlock. McClane avverte Bowman che Gabriel ha catturato sua figlia e Farrell e consegna a Bowman il numero di targa del furgone Hazmat di Gabriel in modo che Bowman possa usare il suo sistema di jack per rintracciare i terroristi. Su insistenza di McClane, Bowman promette di prendersi cura di Lucy se succede qualcosa a McClane. Dopo che i terroristi sono morti, Bowman e la sua squadra arrivano finalmente al loro nascondiglio. Mentre i suoi uomini minacciano Matt Farrell, Bowman li chiama e più tardi ringrazia McClane per il suo aiuto. È interpretato dall'attore Cliff Curtis e appare in Die Hard - Vivere o morire.

## Altri personaggi

### Joe Takagi
Joseph "Joe" Yoshinobu Takagi era il presidente della Nakatomi Corporation. Takagi stava iniziando le operazioni della Nakatomi Corporation a Los Angeles quando un gruppo di terroristi tedeschi sequestrò l'edificio per rubare milioni di obbligazioni al portatore. Fu poi colpito alla testa dal capo del gruppo, Hans Gruber, quando si rifiutò di dare loro il codice per uno dei lucchetti del caveau.

### Harry Ellis
Harry Ellis era un pessimo uomo d'affari che lavorava per la Nakatomi Corporation. Utente di cocaina e yuppie stereotipato, Ellis ha tentato arrogantemente di aiutare Hans Gruber nel tradire John McClane per salvarsi la vita, solo per farsi uccidere da Gruber nel processo.

### Argyle
Argyle era l'autista della limousine incaricato di prendere John McClane da LAX e di portarlo al Nakatomi Plaza per la festa natalizia del 1988 della Nakatomi Corporation.